# Каллоден (Джорджія)
Каллоден (англ. Culloden) — місто (англ. city) в США, в окрузі Монро штату Джорджія. Населення — 200 осіб (2020).

## Географія
Каллоден розташований за координатами 32°51′54″ пн. ш. 84°5′38″ зх. д. / 32.86500° пн. ш. 84.09389° зх. д. (32.864908, -84.093999).  За даними Бюро перепису населення США в 2010 році місто мало площу 2,06 км², з яких 2,01 км² — суходіл та 0,04 км² — водойми.

## Демографія
Згідно з переписом 2010 року, у місті мешкало 175 осіб у 68 домогосподарствах у складі 46 родин. Густота населення становила 85 осіб/км².  Було 89 помешкань (43/км²).
Расовий склад населення:
| - 57,7 % — чорних або афроамериканців - 42,3 % — білих |

До двох чи більше рас належало 0,0 %. Частка іспаномовних становила 0,6 % від усіх жителів.
За віковим діапазоном населення розподілялося таким чином: 17,1 % — особи молодші 18 років, 58,3 % — особи у віці 18—64 років, 24,6 % — особи у віці 65 років та старші. Медіана віку мешканця становила 46,5 року. На 100 осіб жіночої статі у місті припадало 98,9 чоловіків;  на 100 жінок у віці від 18 років та старших — 104,2 чоловіків також старших 18 років.
Середній дохід на одне домашнє господарство  становив 49 991 долар США (медіана — 34 519), а середній дохід на одну сім'ю — 55 891 долар (медіана — 36 250). За межею бідності перебувало 24,0 % осіб, у тому числі 42,9 % дітей у віці до 18 років та 5,7 % осіб у віці 65 років та старших.
Цивільне працевлаштоване населення становило 102 особи. Основні галузі зайнятості: роздрібна торгівля — 29,4 %, освіта, охорона здоров'я та соціальна допомога — 27,5 %, мистецтво, розваги та відпочинок — 11,8 %, публічна адміністрація — 8,8 %.